# Su-47金雕式戰鬥機
苏-47「金鵰」（英文：Su-47 Berkut），北约代号「Firkin」（小木桶），是一架由俄羅斯聯邦苏霍伊航空集团研發的超音速試驗機，曾在設計與試飛階段曾經給予S-32和S-37的編號。這架飛機的最大特點在於前掠翼的設計，與美國格魯曼公司的X-29試驗機很相似。雖然自2002年以後編號改為Su-47之後，顯示這是一架準備進入量產的戰機，不過在俄羅斯空軍確定採用Su-57為下一代戰機後已經停止研發。

## 歷史

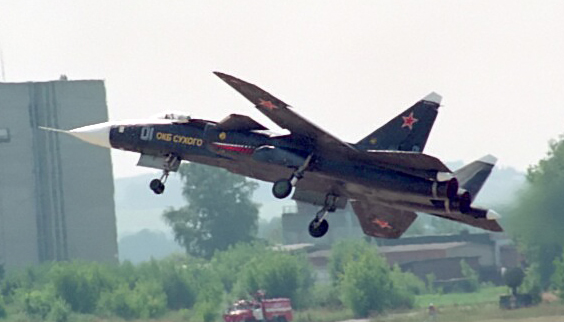
Su-47

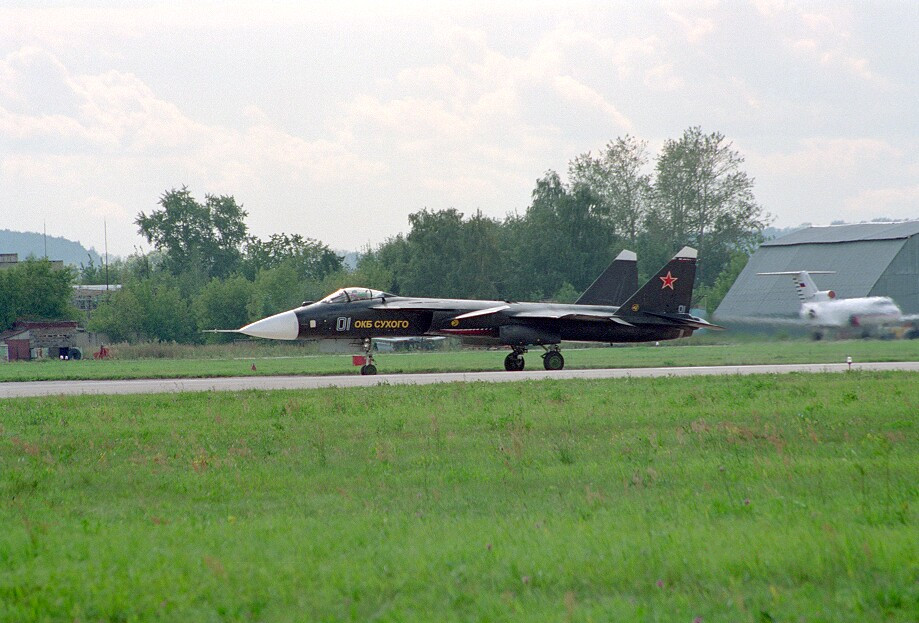

2002年，蘇霍伊重新設計了它的改進型試驗機Su-47（原編號S-37）。這個改變反映了蘇霍伊將把它視作一款生產型戰機，而不是一款試驗機。S-37（又被廣泛稱為“金鵰”）的最初用途是作為俄羅斯的最重要的複合材料與電傳操縱系統的試驗平臺。前掠翼的使用給了苏-47更好的性能，而且Su-47能以45度或更大的迎角戰鬥。
俄羅斯中央空氣流體動力學院（TsAGI）已經關注了前掠翼的發展很長時間，它的研究包括了Tsybin LL（前蘇聯第一種前掠翼飛機，時間遠在X-29之前，以火箭為動力）和擄獲的容克287轟炸機（Junkers Ju 287，納粹德國的前掠翼噴氣轟炸機，世界上第一種用於實戰的前掠翼飛機）。前掠翼提供了低波阻，減少了彎矩，而且和常規機翼比起來，它延遲了失速時間。然而前掠翼會產生很大的扭力，如果機翼是用常規材料製成，它很可能被撕裂。最近研發的複合材料才使前掠翼佈局成為可能。 
與它在西方的競爭對手，格魯曼X-29一樣的是，S-37基本上是用於科技展示，是為下一代俄羅斯戰機打下基礎的。這種戰機雖然遜於F-22“猛禽”戰機，但絕對不會輸給歐洲的颱風戰鬥機（Eurofighter Typhoon），它與更常規的米格1.44爭奪成為蘇聯下一代戰機落敗。蘇霍伊公司利用Su-27系列取得一系列外銷成績後嘗試將S-37作為生產型戰機出售給俄軍和其他外國顧客。但在俄羅斯軍方並沒有選擇Su-47為下一代戰機，而是在2002年另外選擇了同為蘇霍伊公司設計的Su-57為俄羅斯空軍下一代主力戰機。蘇霍伊公司為Su-47的嘗試至此正式畫下句點。
SU47的最終任務是為 SU-57 測試內置彈艙。2019年的莫斯科航空展則是SU47最後一次公開亮相，當時僅做地面靜態展示，2016年衛星照片中發現露天存放於格羅莫夫試飛院。

## 設計
S-37的尺寸與蘇霍伊公司以前的大型戰機（如蘇-35）相當。為了減少研發資金，S-37借用了蘇-27家族的前端機身，垂直尾翼和起落架。內部武器倉，和為更先進的雷達留出的空間。雖然概念與1980年代美國的X-29相似，但是S-37為X-29的兩倍大，而且比它的美國對手更接近一款實戰型戰機。
因為S-37的機翼相當大，所以它配備了折疊翼以便保存在機庫裏。與它的近親蘇-37一樣，S-37擁有串聯式三翼佈局（tandem-triplane layout）：鴨翼，主翼和尾翼。有趣的是，S-37在尾噴管外面有兩個不一樣長的突出物（tailbooms），左方的短突出物內藏後向雷達，長突出物裏藏有減速傘。
生產型S-37可能攜帶大多數在俄羅斯空軍與印度空軍中服役的空對空導彈，包括AA-12，AA-11和AA-10。它無法攜帶KS-172長距空對空導彈，這種導彈是為蘇-27家族，米格-31和米格1.44設計的。

## 基本資料

Su-47的俯视图

該機采用前掠機翼，有明顯的機翼翼根邊條和長長的機身邊條，能降低阻力和减少雷達反射信號，改善飛機的起飛著陸性能，在亞音速和大攻角時有很好的氣動性能，可增加飛機的航程和高空機動性，幷能充分利用複合材料的結構特性。扇形不可調進氣口道位于機身邊條下方，S形進氣道側面靠近機翼前緣處裝有鴨翼。雙垂尾略向外傾斜，機身中部有兩個大的輔助進氣門，幷且采用雷達吸波塗料對飛機進行了隱形處理。
由于資金限制，該機的前兩個階段的飛行試驗到2000年中期才結束，共飛行了90多次，進行了亞音速和超音速飛行。2001年5月，該機開始第三階段的飛行試驗，爲研製俄羅斯的第五代戰鬥機積累經驗，飛行試驗將持續到2005年。2002年5月，蘇霍伊被選中作爲俄羅斯第五代戰鬥機的主研製商。俄羅斯的第五代戰鬥機在性能上不能低于美國的JSF，在一系列參數上不低于F-22，主要特點首先是多功能性（既可空戰，也可打擊地面目標）、超級機動性（能完成低速和大攻角的可控飛行）、隱身性（光學、紅外和雷達波段的低可探測性）、短距起降（在使用長爲300~400米的跑道起降），可能會在該機的基礎上進行研製，但不會采用前掠翼布局。同時蘇霍伊將該機重新命名爲蘇-47，强調該機不僅僅是驗證機，以後會發展成爲生産型飛機。   
動力裝置兩架原型機，第1架采用的是兩台用于米格-31的D-30F6發動機，單台靜推力93.1千牛，加力推力151.9千牛；第2架使用兩台土星公司（Lyulka）AL-37FU發動機，單台加力推力142.2千牛，帶有推力矢量控制及全權數字式發動機控制系統。座艙單座座艙，彈射座椅向後傾斜30°安裝，風擋和座艙蓋與蘇-27相同。機載設備機頭裝有多功能相控陣雷達，右側尾錐內有後視雷達。

### 操控性
Su-47在次音速時有著極高的靈敏度，使戰機能夠非常快速地改變攻角與飛行路徑，並且在超音速時仍舊保持機動性。
武器所能發射時的最大轉向率和空速的上下限，為空戰優勢的重要依據。苏-47戰機在所有攻角下都具有非常高的穩定性和操控性。
最大轉向率在近戰時有其重要性，當任務可能牽涉到與領空上各空域的連續目標進行交戰時，則在中長距離下也同樣重要。苏-47的高轉向率能讓飛行員可以迅速地將戰機轉向下個目標，並展開飛彈攻擊。
前掠翼（swept-forward wing）與後掠翼相比（swept-back wing），具備了一些優勢：
- 更高的升阻比（lift to drag ratio）
- 更高的纏鬥操控能力
- 次音速時更高的航程（range）
- 改良過的抗失速和反尾旋（anti-spin）特性
- 改良過的高攻角穩定度
- 更低的最小空速
- 更短的起降距離。

### 機身
Su-47機身的橫截面為橢圓形，全機主要由鈦鋁合金建造，13%為複合材料。機鼻雷達罩在前部稍微變平，底邊為水平，為的是將它的反尾旋性能最優化。

### 機翼

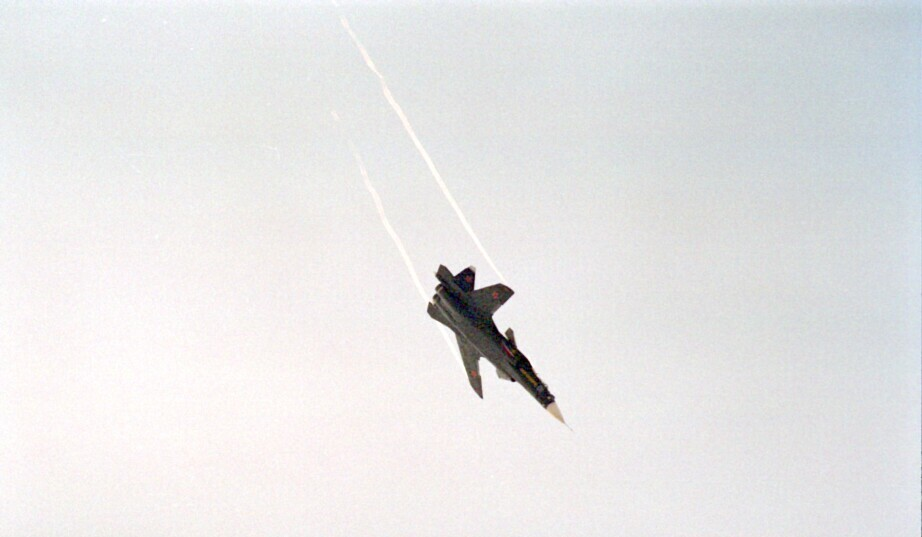
Su-47的前掠翼在這張圖中清晰可見

前掠翼讓Su-47有著罕見且奇特的外觀。大多的升力都產生於翼展的內部。升力並不會因為翼緣的失速而受限。副翼－機翼的控制面－在最高的攻角下仍然可以保持效率，且即使在氣流從翼面的其他部分流失時仍能保有飛機的操控性。
機翼面板的90%由複合材料製成。前掠翼的縱橫比很高，這使它在長距離任務中有很高的性能。翼前緣延伸面與機翼平滑地接合，機翼前緣有可彎曲的板條，機翼後緣為襟翼和副翼。

### 駕駛艙
駕駛艙的設計著重於飛行員高度的舒適性，使得飛行員能夠以極高的G力負載操駕下控制飛機。機上配有了新型的彈射椅和維生系統。几何可变适应彈射椅以60°角的傾斜，用來減少高G力之下對飛行員的衝擊。
這個座椅可以讓飛行員以一般情形下無法承受的高G力負載來做出近戰纏鬥。
飞行员使用一个安装在侧部，具有短行程控制杆和可调节的油门行程。